# Comuna de Krapkowice
Krapkowice (polaco: Gmina Krapkowice) é uma gminy (comuna) na Polónia, na voivodia de Opole e no condado de Krapkowicki. A sede do condado é a cidade de Krapkowice.
De acordo com os censos de 2004, a comuna tem 24 817 habitantes, com uma densidade 254,7 hab/km².

## Área
Estende-se por uma área de 97,44 km², incluindo:
- área agricola: 67%
- área florestal: 18%

## Demografia
Dados de 30 de Junho de 2004:
|                      | Total   | Total | Mulheres | Mulheres | Homens  | Homens |
| -------------------- | ------- | ----- | -------- | -------- | ------- | ------ |
|                      | pessoas | %     | pessoas  | %        | pessoas | %      |
| População            | 24 817  | 100   | 12 775   | 51,5     | 12 042  | 48,5   |
| Densidade (pop./km²) | 254,7   | 100   | 131,1    | 131,1    | 123,6   | 123,6  |

Conforme os dados de 2002, o rendimento médio per capita ascendia a 1166,79 zł.

## Segurança
A comuna está localizada na zona de fronteira e, portanto, a Guarda de Fronteira tem competências especiais nessa área em termos de segurança. A comuna de Krapkowice é coberta pelo posto da Guarda de Fronteira em Opole da Unidade da Guarda de Fronteira da Silésia.

## Comunas vizinhas
- Głogówek, Gogolin, Strzeleczki, Walce, Zdzieszowice